# Горные Ключи
Го́рные Ключи́ — курортный посёлок в Кировском районе Приморского края, административный центр Горноключевского городского поселения.

## Географическое положение
Поселок Горные Ключи расположен на реке Уссури, в месте впадения в неё протоки Драгучина. Через посёлок проходит федеральная трасса А370 Уссури. Расстояние до районного центра, посёлка Кировский, составляет 16 км, до ближайшей железнодорожной станции Шмаковка 21 км. Ближайшая железнодорожная станция, на которой останавливаются все пассажирские поезда — Ружино в городе Лесозаводск.

## История
Образование посёлка местные жители связывают с основанием Шмаковского Николаевского Свято-Троицкого монастыря в 1895 году. Статус посёлка городского типа — с 1965 года.

## Население
| 1970  | 1979  | 1989  | 2002  | 2005  | 2009  | 2010  |
| ----- | ----- | ----- | ----- | ----- | ----- | ----- |
| 3902  | ↗5630 | ↗7380 | ↘5272 | ↘5000 | ↘4855 | ↘4586 |
| 2011  | 2012  | 2013  | 2014  | 2015  | 2016  | 2017  |
| ↘4581 | ↘4546 | ↘4467 | ↘4373 | ↘4318 | ↘4249 | ↘4169 |
| 2018  | 2019  | 2020  | 2021  | 2023  | 2024  |       |
| ↘4119 | ↘4050 | ↘4019 | ↗4302 | ↘4207 | ↘4159 |       |

Население по переписи 2002 года составило 5272 человек, из которых 45,4 % мужчин и 54,6 % женщин.

## Улицы
| - ул. 60 лет СССР, - ул. Гаражная, - ул. Гарнизонная, - ул. Днепровская, - ул. Дорожников, - пер. Зелёный, - ул. Кедровая, - ул. Колхозная, - ул. Кольцевая, - ул. Коммунальников, - ул. Комсомольская, - ул. Крестьянская, - пр-т. Лазурный, - ул. Липовая, - ул. Луговая, | - ул. Монастырская, - ул. Набережная, - ул. Нагорная, - ул. Озёрная, - ул. Октябрьская, - ул. Оленя, - ул. Партизанская, - ул. Первомайская, - пер. Пионерский, - ул. Пляжная, - пер. Подгорный, - пер. Проточный, - ул. Профсоюзная, - ул. Рабочая, - ул. Родниковая, | - ул. Санаторная, - ул. Семёновская, - ул. Соборная, - ул. Советская, - пер. Сосновый, - ул. Троицкая, - ул. Украинская, - пр-т. Уссури, - ул. Уссурийская, - ул. Хвойная, - ул. Хуторная, - пер. Цветочный, - ул. Цымбалюка, - ул. Шмаковская, - ул. Юбилейная. |

## Достопримечательности
В посёлке находится старейший на Дальнем Востоке Свято-Троицкий Николаевский мужской монастырь. Работает курорт Шмаковка, основанный на месторождении столовых минеральных вод.

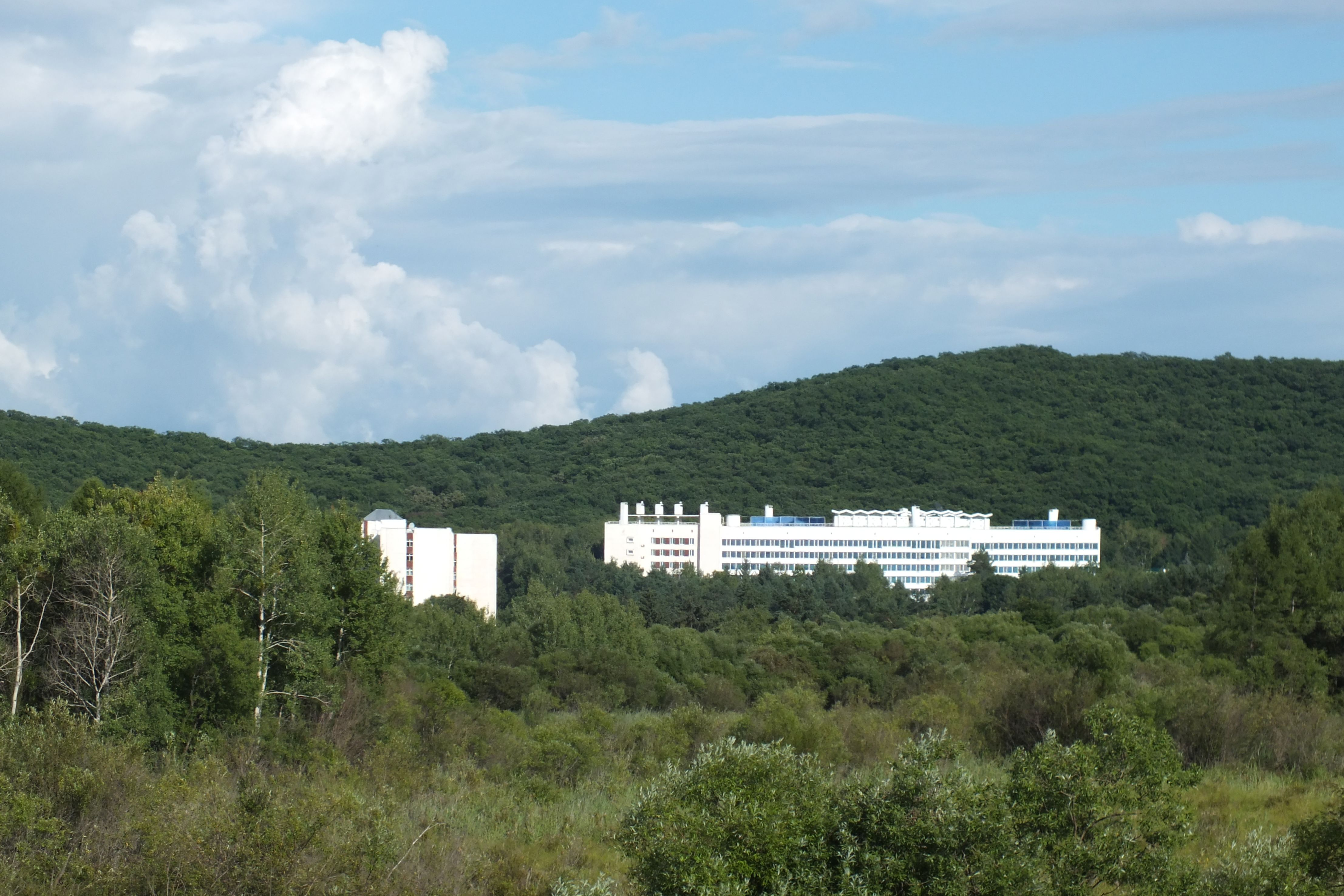
Курорт «Шмаковка», вид на санаторные корпуса с трассы «Уссури».
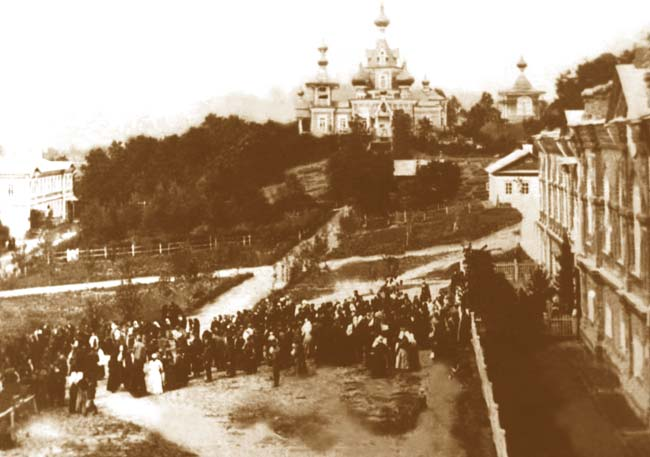
Свято-Троицкий Николаевский мужской монастырь в 1910 году.
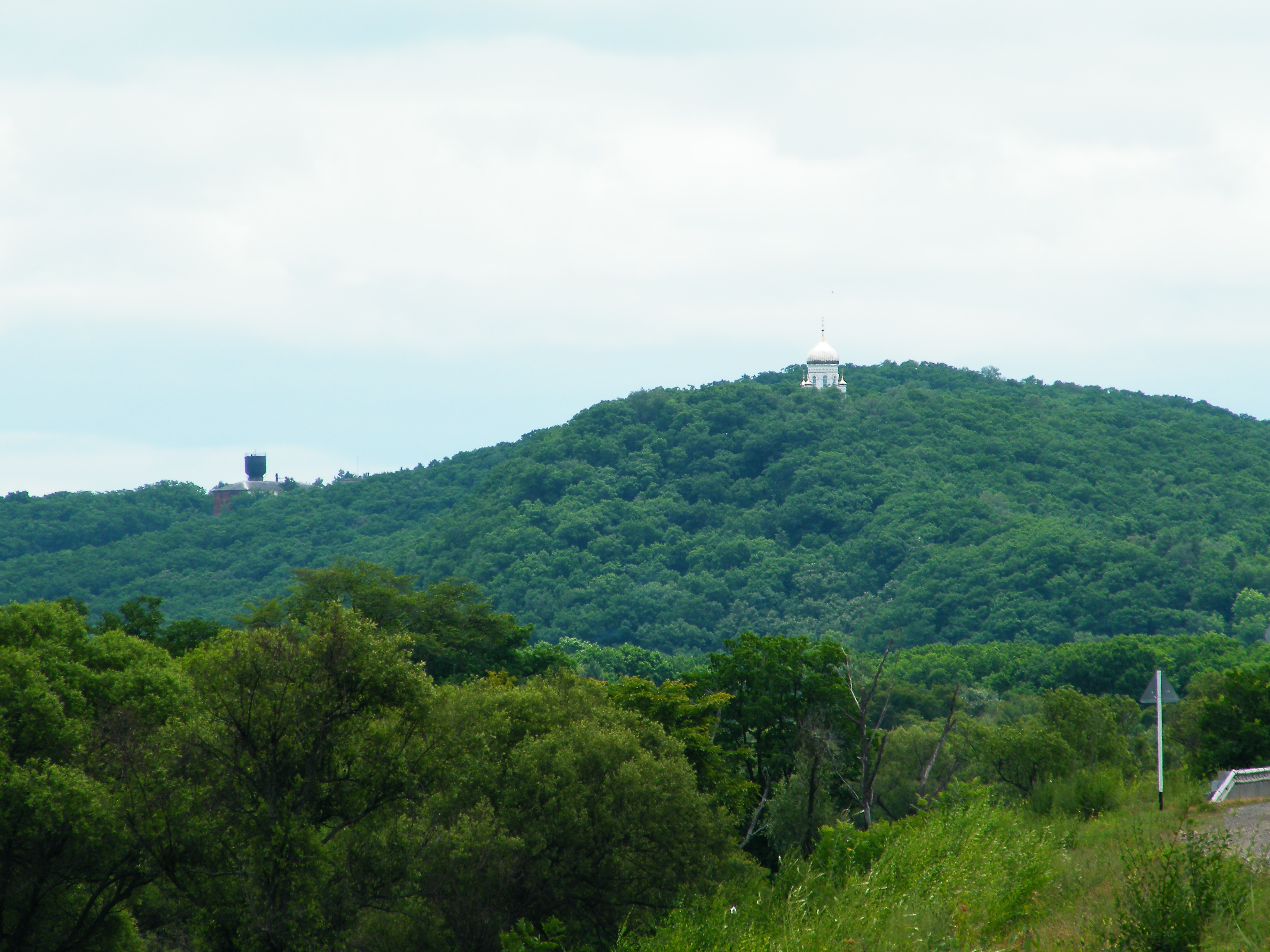
Свято-Троицкий Николаевский монастырь. Вид с автодороги М60.
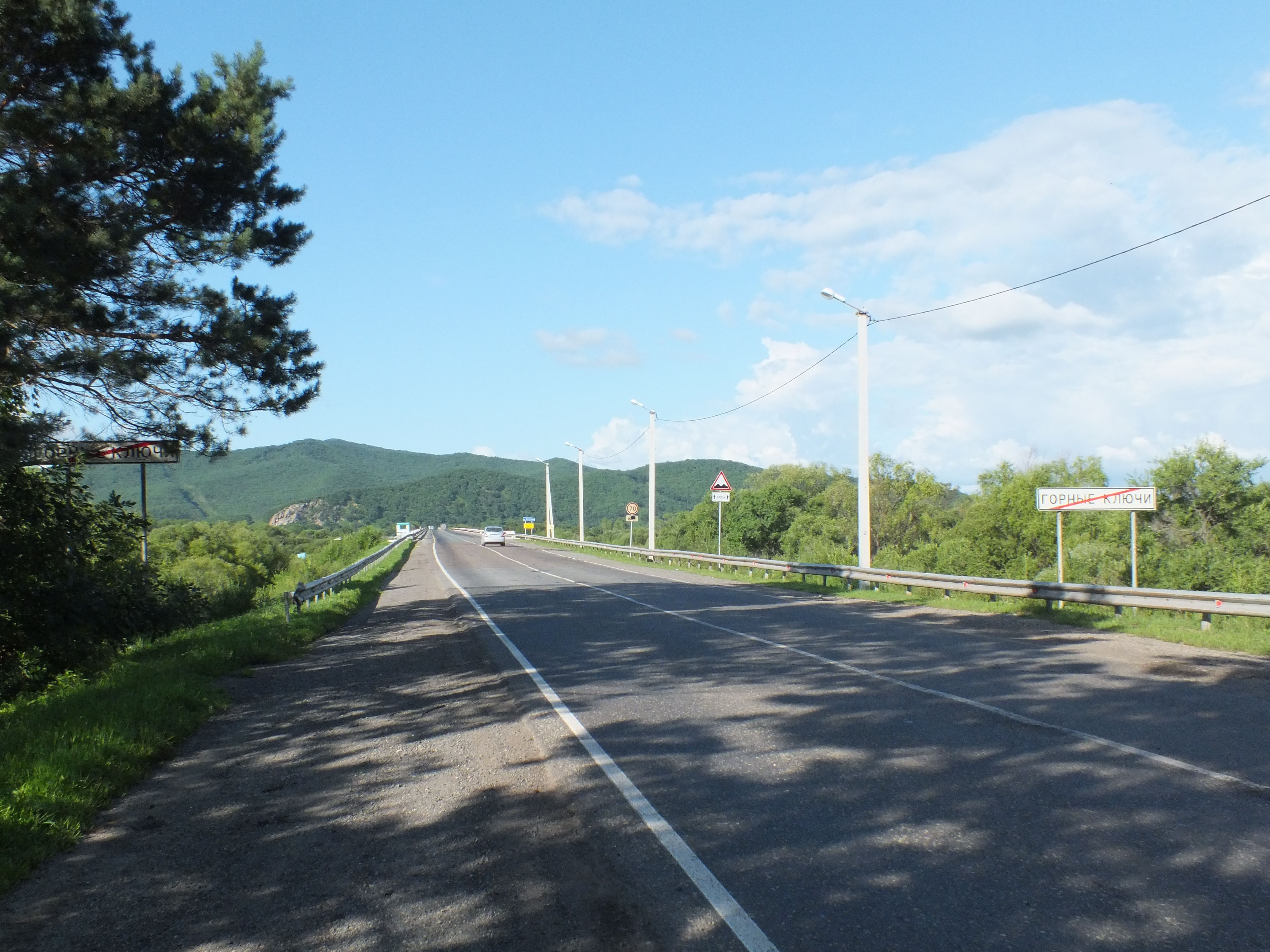
Мост через Уссури у посёлка Горные Ключи
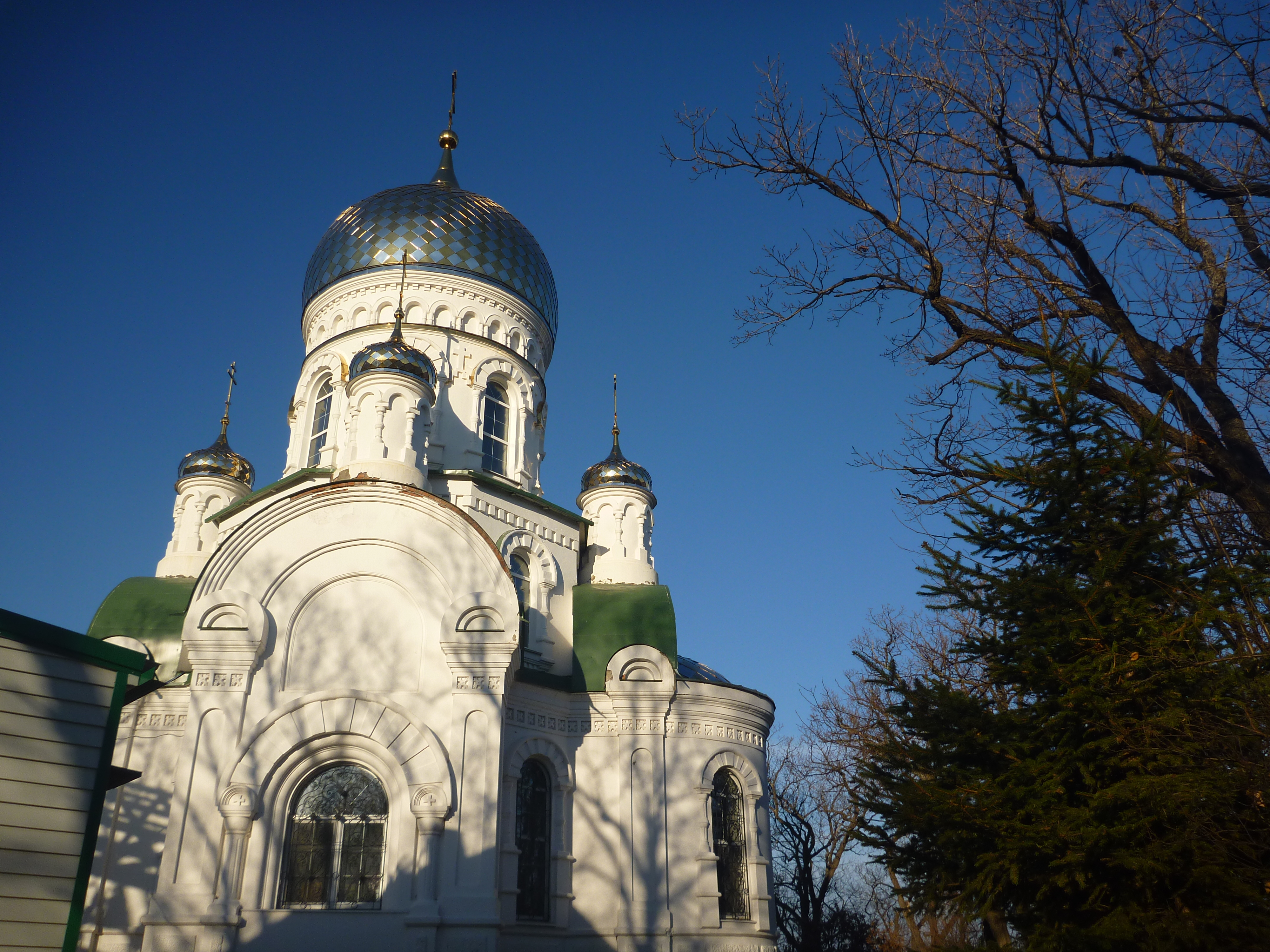
Храм-часовня Преображения Господня
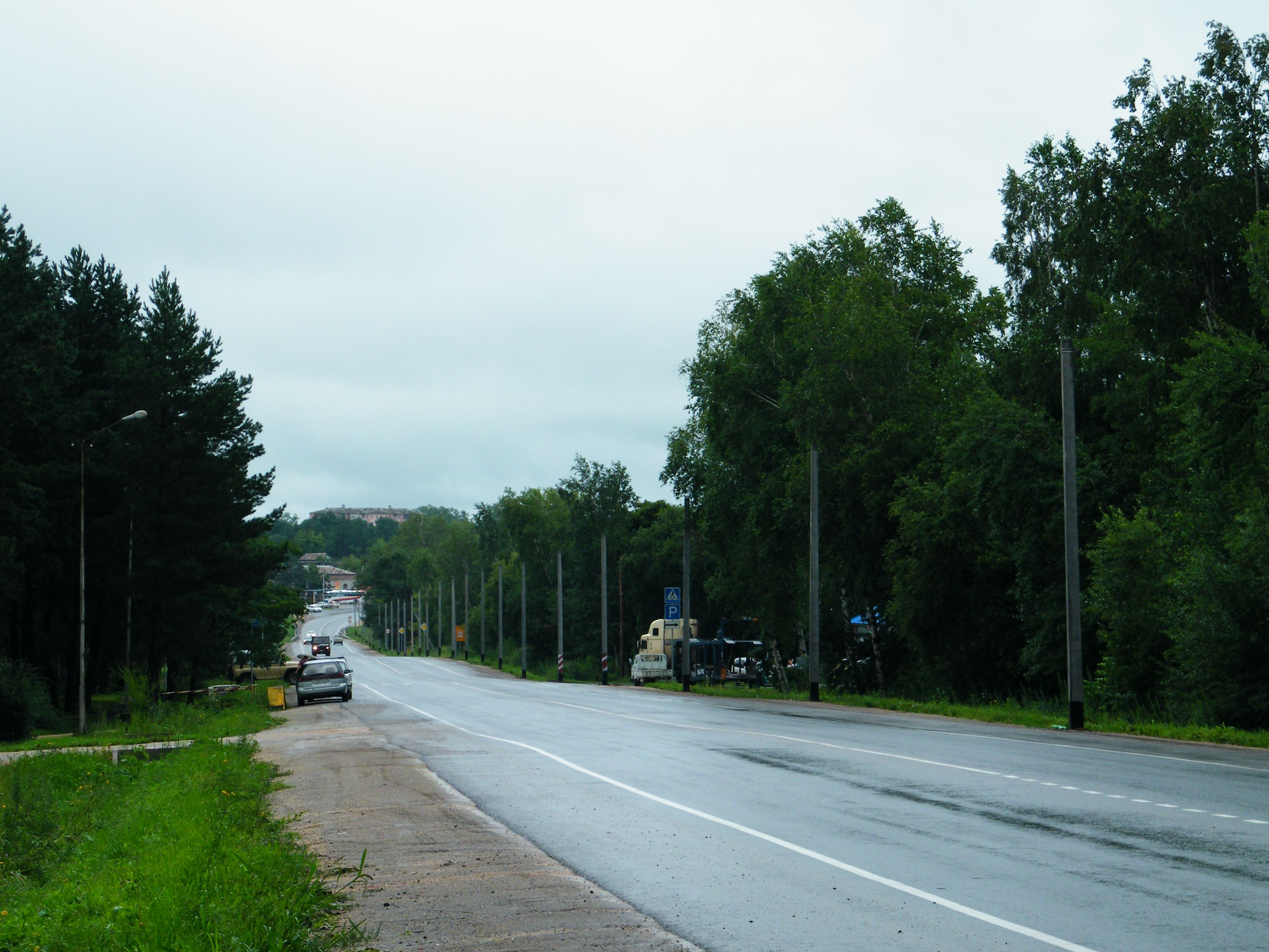
Дорога через посёлок Горные Ключи